# تپه خیر علی روستای دهلق
تپه خیر علی روستای دهلق مربوط به دوران پیش از تاریخ ایران باستان - است و در شهرستان صحنه، بخش مرکزی، روستای دهلق واقع شده و این اثر در تاریخ ۱۸ خرداد ۱۳۸۴ با شمارهٔ ثبت ۱۱۸۱۸ به‌عنوان یکی از آثار ملی ایران به ثبت رسیده است.